# Deliverance (Opeth)
Deliverance is het zesde studioalbum van de Zweedse metalband Opeth.
Het album werd opgenomen in de zomer van 2002 (gelijktijdig met het zevende Opeth album "Damnation") en uitgegeven op 4 september 2002 op het "Koch Records" label. Oorspronkelijk was het de bedoeling dat "Damnation" en "Deliverance" gelijktijdig zouden worden uitgegeven (als een dubbelalbum), maar de groep besloot op de valreep dit toch niet te doen. Beide albums zijn door frontman Mikael Åkerfeldt opgedragen aan zijn toen net overleden grootmoeder. De productie stond net als het vorige album "Blackwater Park" onder de leiding van Steven Wilson, bekend van Porcupine Tree. Het album is een van de zwaarste van Opeth, in sterk contrast met "Damnation".

## Nummers
1. "Wreath" – 11:10
2. "Deliverance" – 13:37
3. "A Fair Judgement" – 10:23
4. "For Absent Friends" – 2:17
5. "Master's Apprentices" – 10:32
6. "By the Pain I See in Others" – 13:50

- Totale lengte: 61:49

## Credits
- Mikael Åkerfeldt – zang, gitaar
- Peter Lindgren – gitaar
- Martin Mendez – basgitaar
- Martin Lopez – drums

## Trivia
- Het nummer "Master's Apprentices" is genoemd naar een Australische hardrock groep.
- Opeth won een Zweedse grammy met Deliverance, die voor beste "Hard rock performance".